# Intro Graz Spection
Die Intro-Graz-Spection, kurz IGS, ist eine Künstlervereinigung und Kunstinitiative aus Graz und wurde 1989 von Christian Marczik, Wolfgang Gärber, Bernd Höfer und Werner Schwab gegründet.
Seitdem wurden über 100 verschiedenste interdisziplinäre Einzelprojekte realisiert (bildende Kunst, Literatur, Theater, Rockmusik, Film, Architektur, Fotografie etc.). Ihnen gemeinsam ist die Entwicklung neuer Perspektiven, die Dezentralisierung von Präsentationsplätzen, die inhaltliche Durchwanderung von peripheren Kunst- und Lebensräumen sowie der internationale Austausch.

## Projekte (Auswahl)
- 1989: Die Vorstadt schlägt zurück
- 1990: No Border Jam (Graz – Slowenien)
- 1991: Ein Fest für Dean Martin
- 1993: Rondell – Remise; Sound-Track-Austria
- 1995: Land ohne Grenzen (Graz – Luxemburg); Die Vorstadt schlägt zurück – 6  Jahre  Kulturarbeit der IGS; The Legends Always Die (New York)
- 1996: Ein Fest für Heinz Conrads; Bowery Sign Language
- 1997: Seitenwechsel; Ein Blick ins Leben des Helmut Berger
- 1998: Stiege zum Glück; Gelbe Gefahr; Die Förster
- 1999: Mayflower; 10 Jahre Intro-Graz-Spection
- 2000: Passionsspiel
- 2001: Camasir; Keine Spur von mir; lift
- 2002: No Kaddish will be said (LA & Graz); Gunter Falk Gala
- 2003: Kunsttaxi; Split-ting, Skulpturen über Graz
- 2004: Kunstbuch & 15 Jahre IGS; Habsburg Recycling; A Date with Elvis
- 2005: Frietkot; Markierungen; Blue Moon; Kaiserfeld
- 2006: Kaiserfeld – Der Film;  Velvet Nightline; Das ABC Projekt, Die Welt vor Augen; Ferdinand Schuster; Die *Walzermembrane
- 2007: Wonderful 3; Die Walzermembrane; Son of the Velvet Rat, Die Russen kommen; Die Murpiraten
- 2008: Kinder der Iris (Videoclip-DVD mit Grazer Bands)
- 2010: Urbane Kunstpiloten – 17 Interventionen in den 17 Grazer Bezirken

## Preise
- 1998: Kunstpreis der Stadt Graz
- 2000: Lichtstäbe, Sieger des Landmarkwettbewerbes der Steirischen Wirtschaftsförderung, gemeinsam mit Fedo Ertl